# همولنف

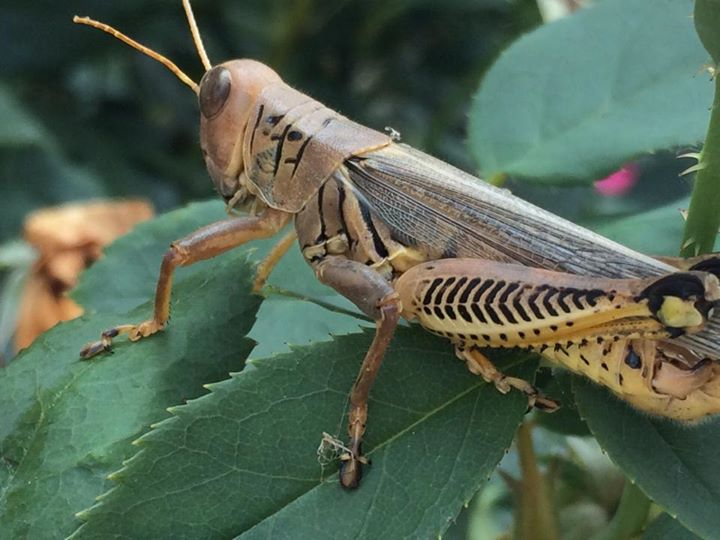
ملخ دستگاه گردش خون باز دارد که در آن همولنف، از طریق سینوس‌های به‌هم‌پیوسته یا هموکول‌ها، در فضاهای اطراف اندام‌ها حرکت می‌کند. خون بندپاها هموگلوبین ندارد.

ملخ دستگاه گردش خون باز دارد که در آن همولنف، از طریق سینوس‌های به‌هم‌پیوسته یا هموکول‌ها، در فضاهای اطراف اندام‌ها حرکت می‌کند. خون بندپاها هموگلوبین ندارد.

همولنف مایعی شبیه به خون در بی مهرگان است که در داخل بدن بندپایان و در تماس مستقیم با بافت حیوان گردش می‌کند. ترکیبی از مایع پلاسما است که سلول‌های همولنف که هموسیت نامیده می‌شوند در آن معلق هستند. علاوه بر هموسیت پلاسما حاوی موادشیمیایی زیادی است. آن بافت اصلی دستگاه گردش خون باز و از مشخصات بندپایان (مانند:عنکبوت‌ها، سخت‌پوستان، و حشرات) می‌باشد. بعلاوه غیربندپایانی مانند نرمتنان هم دستگاه گردش خون همولنفی دارند.